# Kerk van Ubjerg
De Kerk van Ubjerg (Deens: Ubjerg Kirke) is een kerkgebouw van de Deense Volkskerk in Ubjerg, een plaats gelegen aan de Duits-Deense grens ten zuiden van de stad Tønder. Net als veel boerderijen en andere gebouwen werd de kerk gebouwd op een duin in het verder vlakke en drassige landschap van de omgeving.

## Geschiedenis en beschrijving
Met de bouw van de tot de lutherse reformatie in 1536 aan de heilige Laurentius gewijde kerk werd rond 1250 in romaanse stijl begonnen. De apsis en het koor werden het eerst voltooid en in de vroeggotische tijd werd het kerkschip aangebouwd. Het bouwmateriaal hiervoor waren bakstenen, later werden het koor en de apsis gepleisterd. Het kerkgebouw had oorspronkelijk een rieten dak en had twee ingangen: een noordelijke ingang voor de vrouwen en een zuidelijke ingang voor mannen. De noordelijke ingang werd in 1595 gesloten, terwijl de zuidelijke ingang in 1700 werd voorzien van een klein voorportaal. Vermoedelijk rond dezelfde tijd werd het rieten dak vervangen door daktegels.
De kerk heeft nooit een eigen toren gehad maar een vrijstaande houten klokkenstoel, die in 1857 werd vervangen door de huidige dakruiter. Het dak van de kerk werd toen iets verhoogd en zowel het kerkdak als de dakruiter werden met leisteen gedekt.
De ramen van de kerk werden herhaaldelijk veranderd. De huidige ramen in de zuidelijke muur stammen uit het jaar 1886. De kleine rondboogramen in de apsis zijn echter nog oorspronkelijk romaans.

#### Overleveringen
Volgens de overlevering werd de kerk op de zandduinen ten zuiden van Tønder gebouwd als een soort voorpost om de stad te verdedigen. Een andere overlevering informeert dat de kerk werd gebouwd op een heidense cultplek. Ook wordt er verteld dat er vanaf de kerk een onderaardse verbinding liep naar het in de 18e eeuw gesloopte middeleeuwse kasteel Tønderhus.

## Interieur

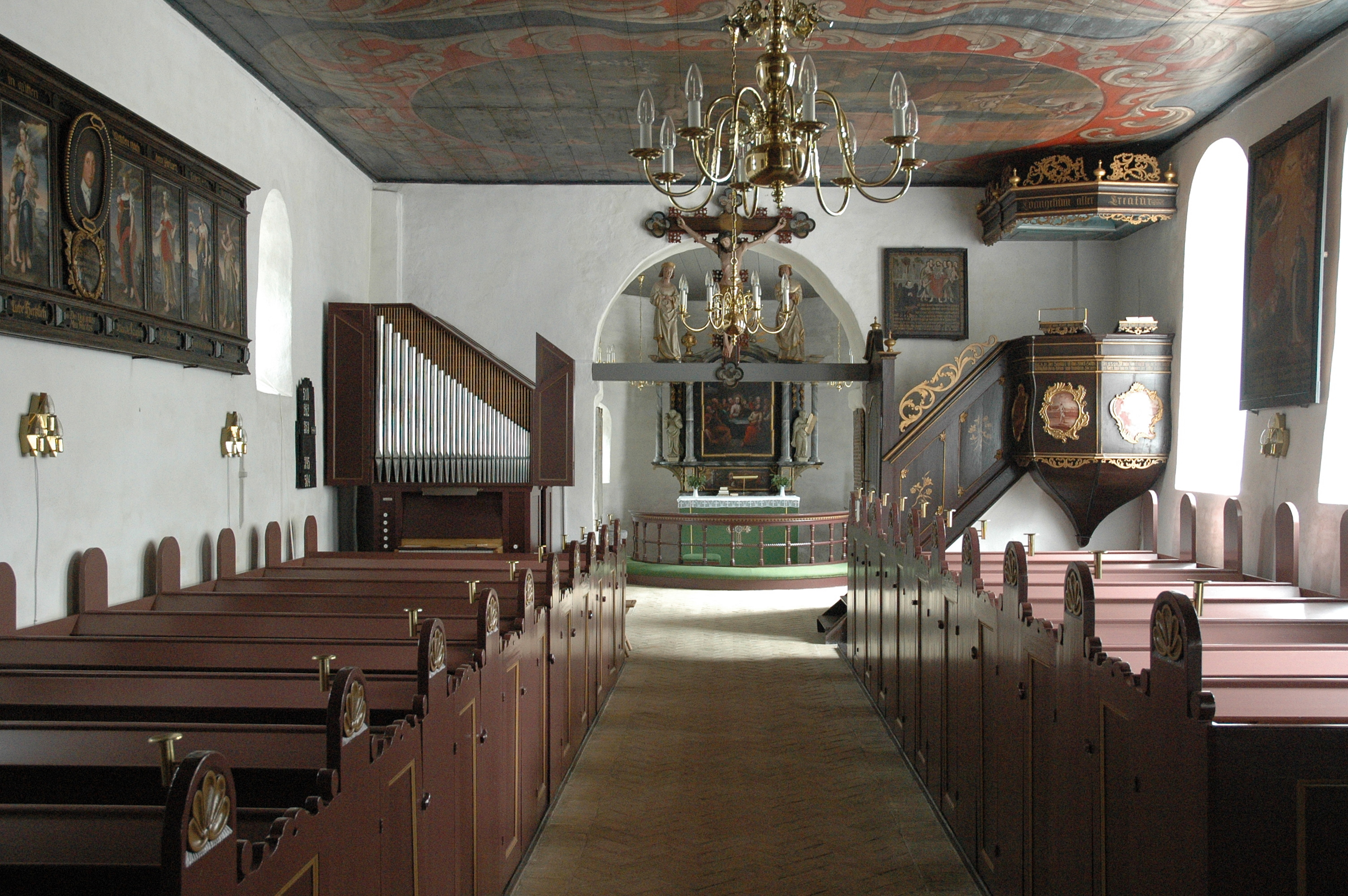
Overzicht interieur richting koor

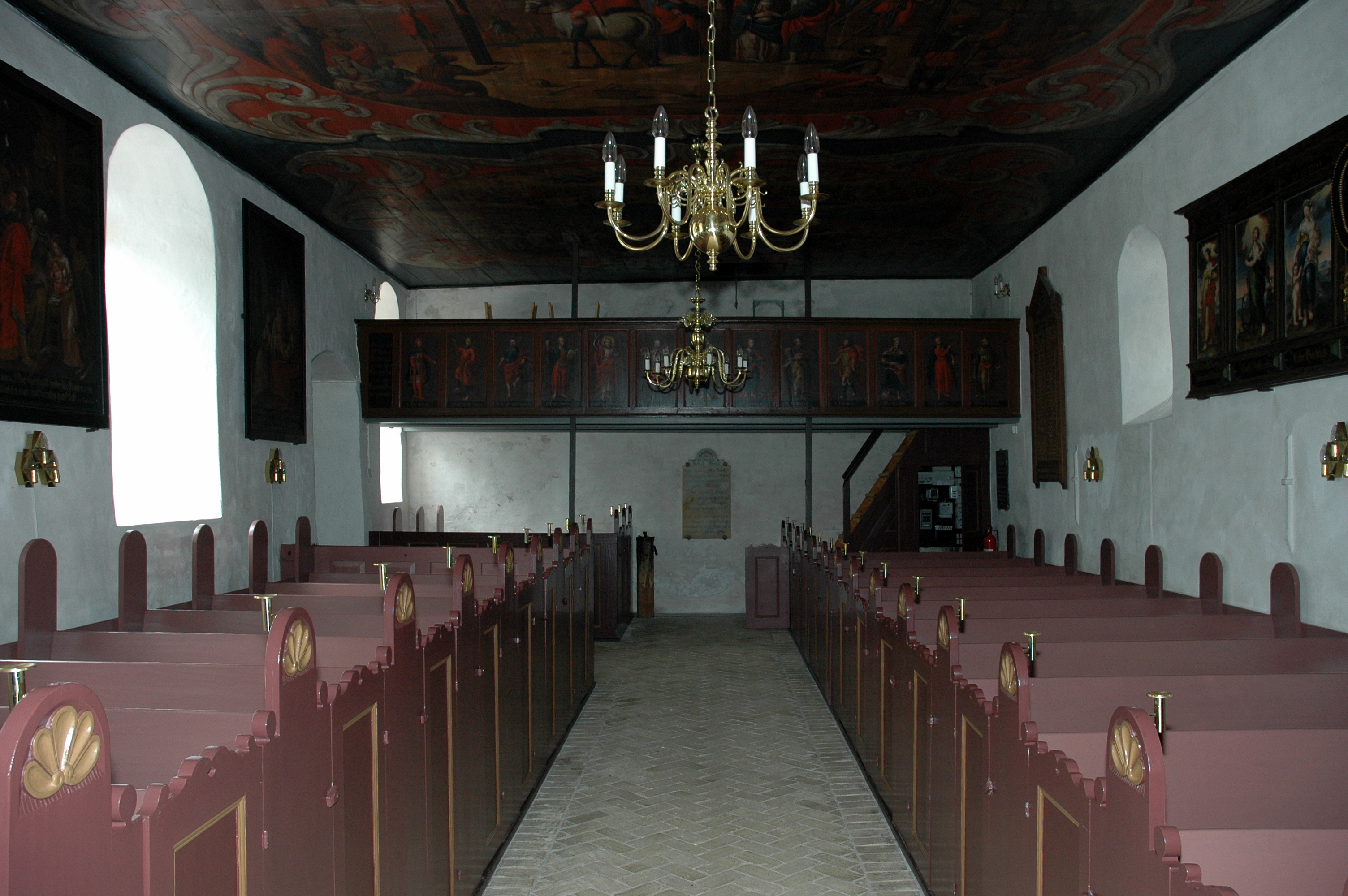
Overzicht kerkschip richting westelijke galerij

Het interieur kent overal houten plafonds, maar tot een verbouwing in 1690 bezat de apsis nog een gewelf. Het plafond van het kerkschip bezit drie grote schilderijen uit 1747 van de Zondeval, de Kruisiging en het Jongste Gericht. Ze werden in 1942 door Peter Kristian Andersen gerestaureerd.
Ondanks alle veranderingen in de kerk bleef de koorboog tussen het koor en het kerkschip bewaard. Hier hangt een laatgotische kruisigingsgroep uit het begin van de jaren 1500.
De romaanse altaartafel stamt uit de bouwtijd van de kerk en heeft een houten bekleding. Het laat-barokke altaarstuk is van 1743 en werd door Andreas Lorentzen en zijn vrouw Dorthe Andreses uit het naburiggelegen Bremsbøl geschonken. Het centrale schilderij van het Heilig Avondmaal wordt geflankeerd door de beelden van Jezus als Goede Herder en Mozes met de stenen tafelen. De predella bevat een schilderij van Jezus in de hof van Gethsemane. Van een voormalig laatgotisch altaar bleven twee gekroonde heiligenbeelden bewaard.
Het romaanse doopvont dateert uit circa 1250; van de messing doopschaal uit circa 1650 wordt verondersteld dat ze in Nederland werd gemaakt.
De preekstoel uit 1783 vertegenwoordigt de rococo-stijl en heeft grote cartouches met schilderijen. Het klankbord boven de preekstoel is uit hetzelfde jaar. De kerkbanken uit 1774 bleven uitstekend bewaard. In het koor staat nog een biechtstoel uit de late jaren 1700. Uit dezelfde tijd stammen de borden voor de psalmen.
De panelen van de westelijke galerij in het kerkschip zijn versierd met schilderijen van Jezus en de apostelen. Van 1906 tot vrij recent stond hier het orgel. In dezelfde periode ontbraken enkele panelen van de balustrade. Met de plaatsing van het orgel in het oostelijke deel van het kerkschip bij de koorboog werden de ontbrekende panelen teruggeplaatst. Aan de noordelijke muur hangt nog een balustrade van een oudere galerij uit 1694 versierd met schilderijen van de deugden met in het midden een portret van de koopman Johannes Vierheller.
In de kerk hangen verder een zevental grote schilderijen met Bijbelse voorstellingen, waarvan de oudste uit 1623 dateert, en een gedenkteken voor de gevallenen in de Frans-Duitse Oorlog (1870-1871) en de Eerste Wereldoorlog (1914-1918).

## Afbeeldingen

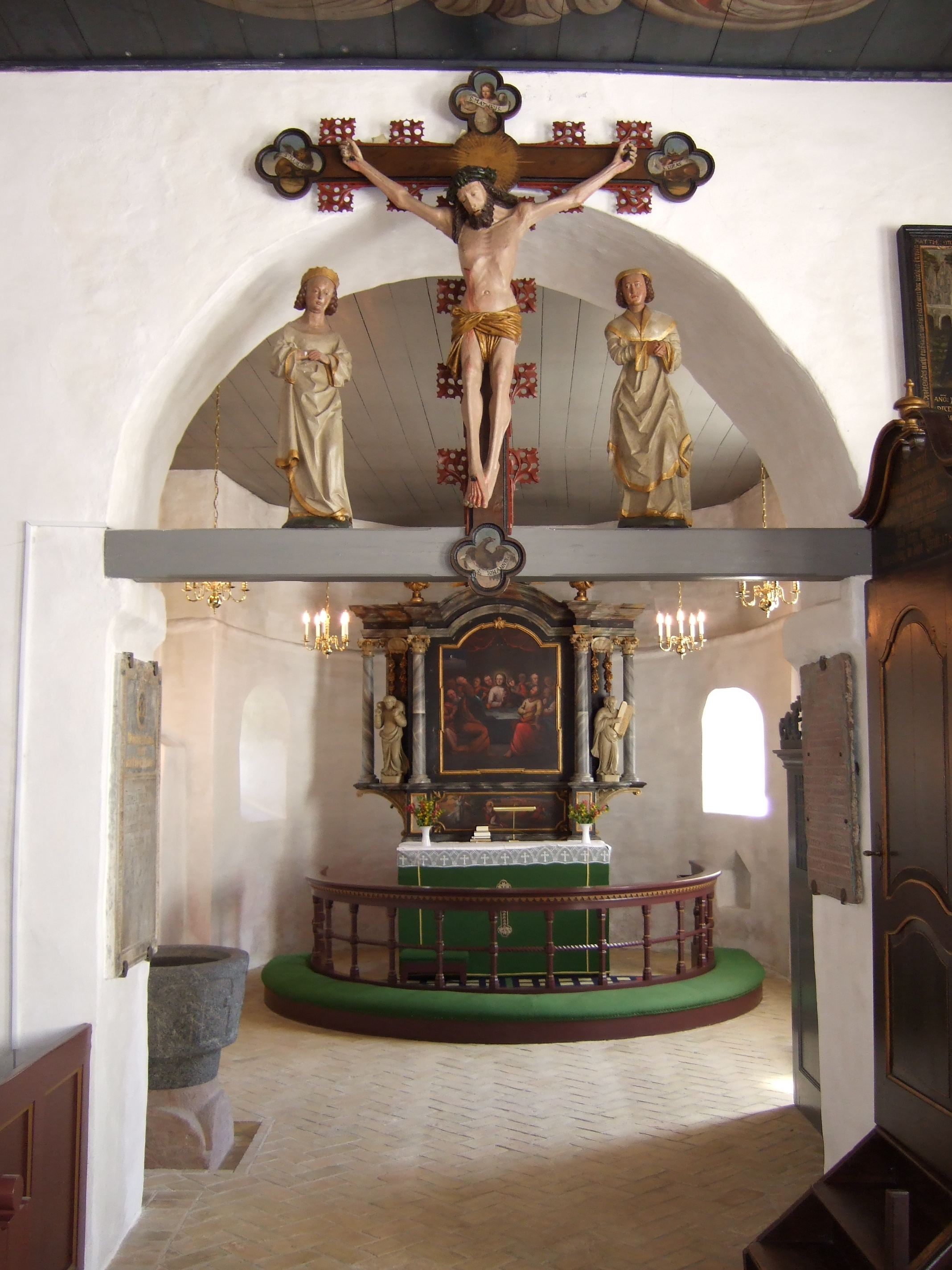
Triomfkruisgroep
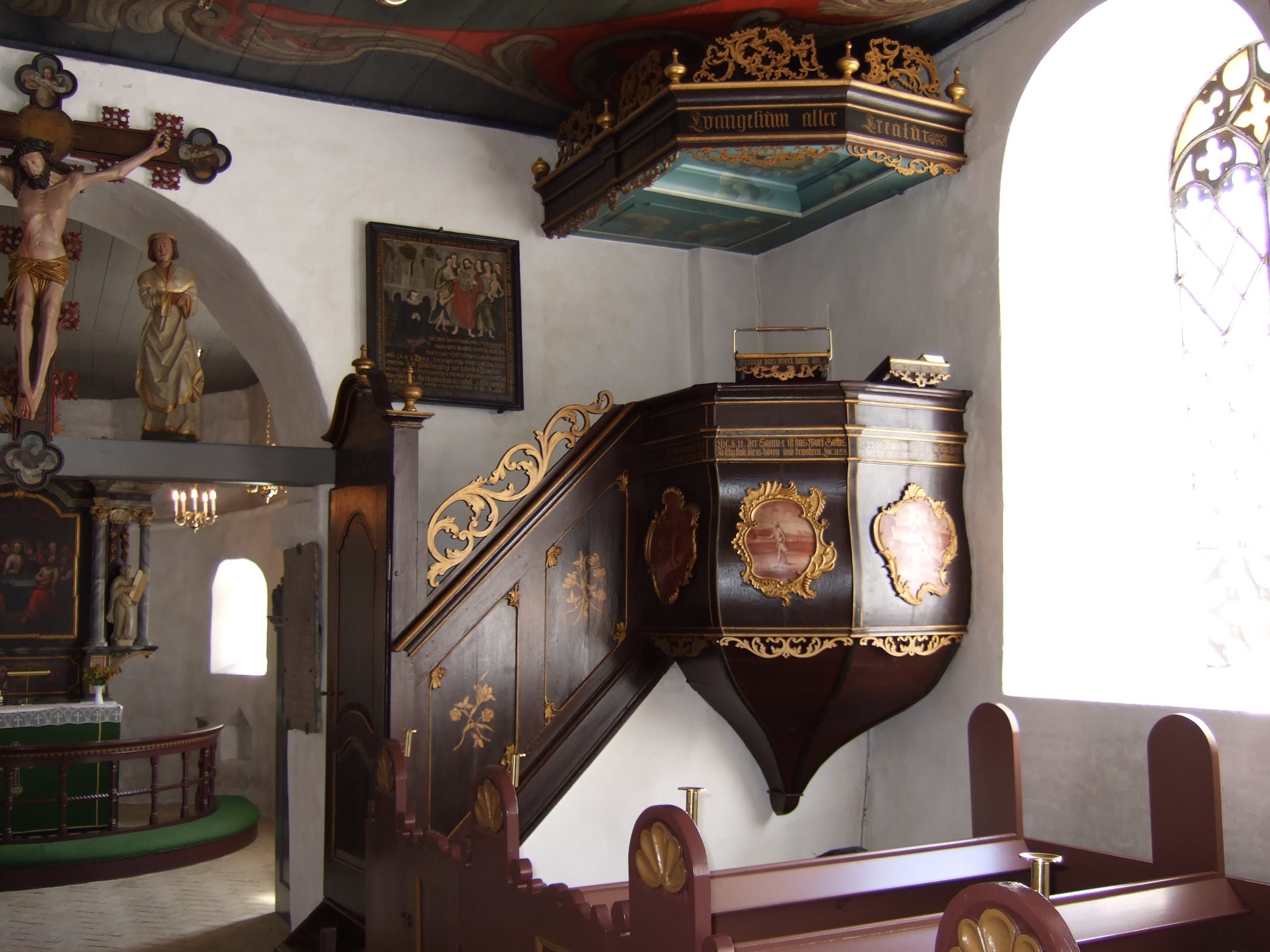
Preekstoel
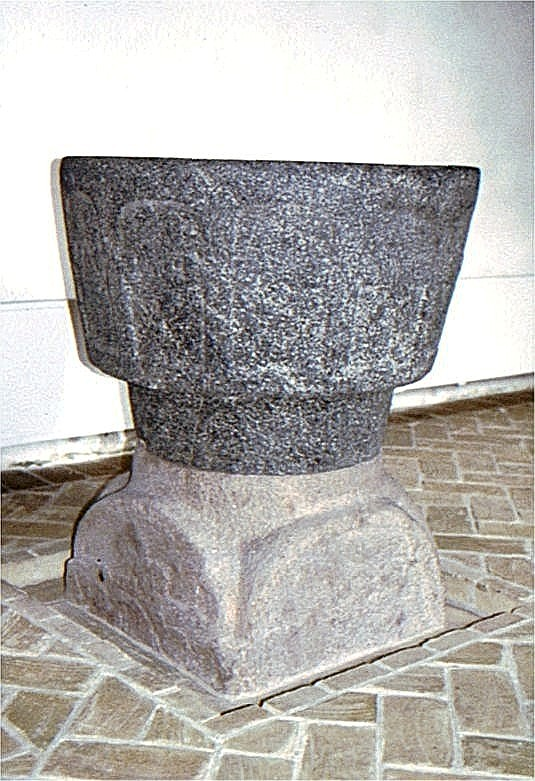
Romaans doopvont
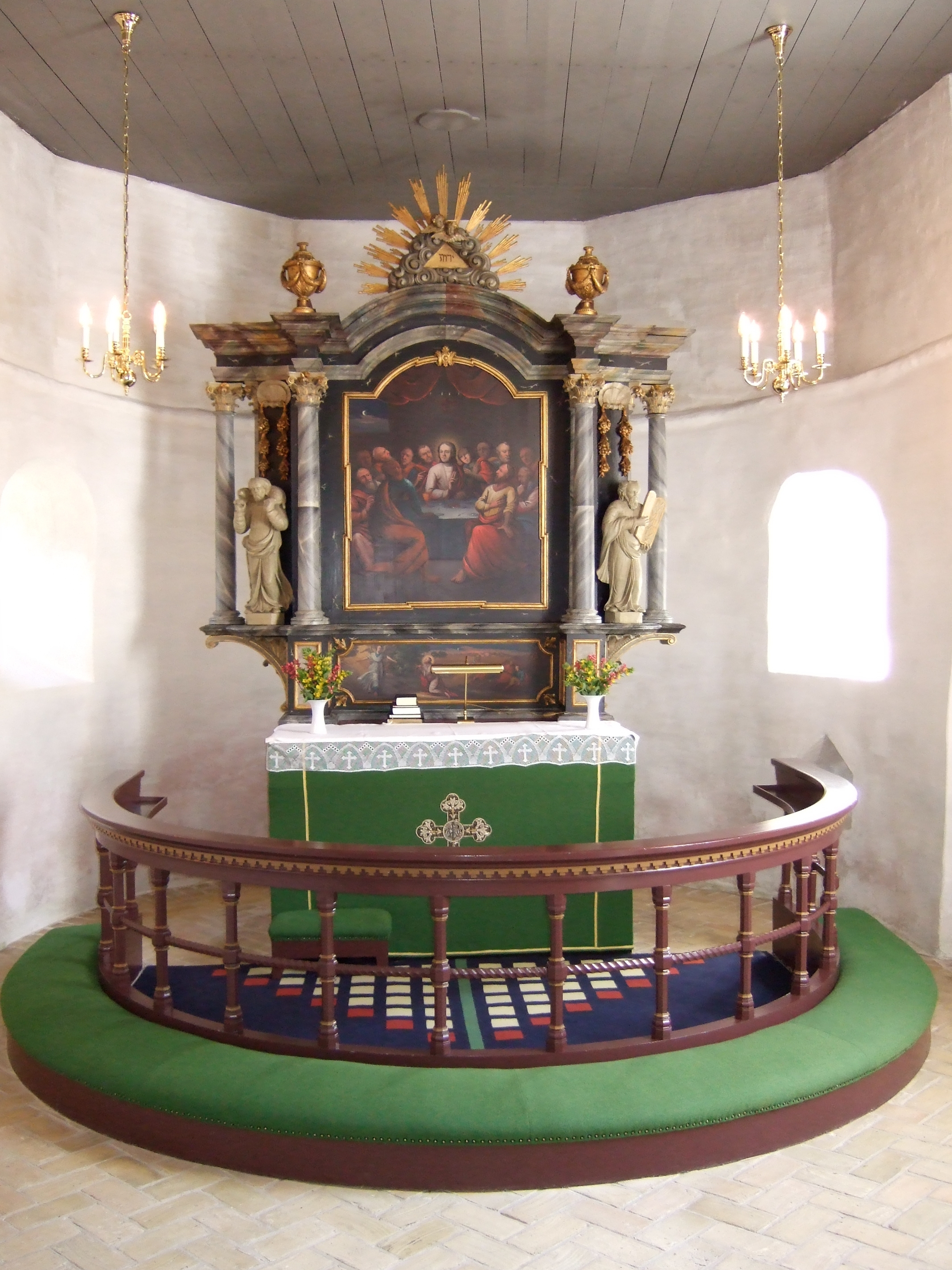
Altaar